# Triumph of Steel World Tour 1992
Il Triumph of Steel World Tour è il tour della band heavy metal Manowar effettuato nel 1992.

## Notizie generali
Fu il tour promozionale dell'omonimo album, e si svolse interamente in Europa con una sola data italiana: il 24 novembre a Milano.
Alcune date tedesche svolte in Ottobre e Novembre però furono rinominate Another Glory Ride Tour 1992 e la band presentò una scaletta diversa dal resto del tour.

## Formazione
- Eric Adams - voce
- Joey DeMaio - basso
- David Shankle - chitarra
- Kenny Earl Edwards (Rhino) - batteria

## Date e tappe
|                   |                   |             |                                               |  |  |  |
| 4 aprile 1992     | Copenaghen        | Danimarca   |                                               |  |  |  |
| 17 aprile 1992    | Ludwigshafen      | Germania    |                                               |  |  |  |
| 12 maggio 1992    | Vienna            | Austria     |                                               |  |  |  |
| 18 giugno 1992    | Bielefeld         | Germania    |                                               |  |  |  |
| 12 luglio 1992    | Völklingen        | Germania    |                                               |  |  |  |
| 21 luglio 1992    | Barcellona        | Spagna      |                                               |  |  |  |
| 8 agosto 1992     | Düsseldorf        | Germania    |                                               |  |  |  |
| 24 settembre 1992 | Giengen           | Germania    |                                               |  |  |  |
| 13 ottobre 1992   | Kassel            | Germania    | Messehalle (Another Glory Ride Tour 1992)     |  |  |  |
| 15 ottobre 1992   | Böblingen         | Germania    | Sporthalle (Another Glory Ride Tour 1992)     |  |  |  |
| 16 ottobre 1992   | Stoccarda         | Germania    | (Another Glory Ride Tour 1992)                |  |  |  |
| 17 ottobre 1992   | Augusta           | Germania    | Rockfabrik (Another Glory Ride Tour 1992)     |  |  |  |
| 19 ottobre 1992   | Monaco di Baviera | Germania    | Circus Krone (Another Glory Ride Tour 1992)   |  |  |  |
| 20 ottobre 1992   | Fürth             | Germania    | Stadthalle (Another Glory Ride Tour 1992)     |  |  |  |
| 21 ottobre 1992   | Offenbach am Main | Germania    | Stadthalle (Another Glory Ride Tour 1992)     |  |  |  |
| 22 ottobre 1992   | Hannover          | Germania    | Music Hall (Another Glory Ride Tour 1992)     |  |  |  |
| 26 ottobre 1992   | Hof               | Germania    | Freiheitshalle (Another Glory Ride Tour 1992) |  |  |  |
| 30 ottobre 1992   | Halle             | Germania    | Eissporthalle (Another Glory Ride Tour 1992)  |  |  |  |
| 31 ottobre 1992   | Donaueschingen    | Germania    | Donauhalle B (Another Glory Ride Tour 1992)   |  |  |  |
| 6 novembre 1992   | Amburgo           | Germania    | Sporthalle (Another Glory Ride Tour 1992)     |  |  |  |
| 9 novembre 1992   | Zurigo            | Svizzera    |                                               |  |  |  |
| 14 novembre 1992  | Amsterdam         | Olanda      |                                               |  |  |  |
| 16 novembre 1992  | Parigi            | Francia     | Salle Marcel Cerdan                           |  |  |  |
| 17 novembre 1992  | Londra            | Inghilterra |                                               |  |  |  |
| 20 novembre 1992  | San Sebastián     | Spagna      |                                               |  |  |  |
| 21 novembre 1992  | Atene             | Grecia      |                                               |  |  |  |
| 24 novembre 1992  | Milano            | Italia      |                                               |  |  |  |
| 30 novembre 1992  | Estoril           | Portogallo  |                                               |  |  |  |
| 2 dicembre 1992   | Nancy             | Francia     |                                               |  |  |  |